# Wikki Tourists FC
El  Wikki Tourists Football Club es un equipo de fútbol de Nigeria que juega en la Liga Premier de Nigeria, la liga de fútbol más importante del país.

## Historia
Fue fundado en el año 1992 en la ciudad de Bauchi, siendo un equipo que nunca ha sido campeón de la Liga Premier, pero sí ha sido campeón de Copa en el año 1998.
A nivel internacional ha participado en 3 torneos continentales, donde su mejor participación ha sido en la Recopa Africana 1999, donde llegó hasta la Segunda ronda.

## Palmarés
- Copa de Nigeria: 1

1998

## Participación en competiciones de la CAF
| Temporada | Torneo                       | Ronda      | Club           | Casa | Visita | Global |
| --------- | ---------------------------- | ---------- | -------------- | ---- | ------ | ------ |
| 1999      | Recopa Africana              | 1          | Renaissance FC | 4-0  | 0-1    | 4-1    |
| 1999      | Recopa Africana              | 2          | FAR Rabat      | 0-1  | 0-2    | 0-3    |
| 2008      | Copa Confederación de la CAF | 1          | Asante Kotoko  | 2-2  | 1-4    | 3-6    |
| 2017      | Copa Confederación de la CAF | Preliminar | RSLAF          | 1-0  | 0-2    | 1-2    |

## Jugadores

### Jugadores destacados
| - Bappah Cheche - Abdul Abdullahi - Dele Ajiboye - Jamil Atikuye - Elderson Echiéjilé - John Gaadi | - Paul Godwin - Mutspha Ibrahim - Ndala Ibrahim - Kamaru Jimoh - Hakeem Lateef - Josiah Maduabuchi | - Nwankwo Obiorah - Igho Otegheri - Kabiru Uba - Baba Yakubu - Yawale Yusuf |